# Apollo Theater

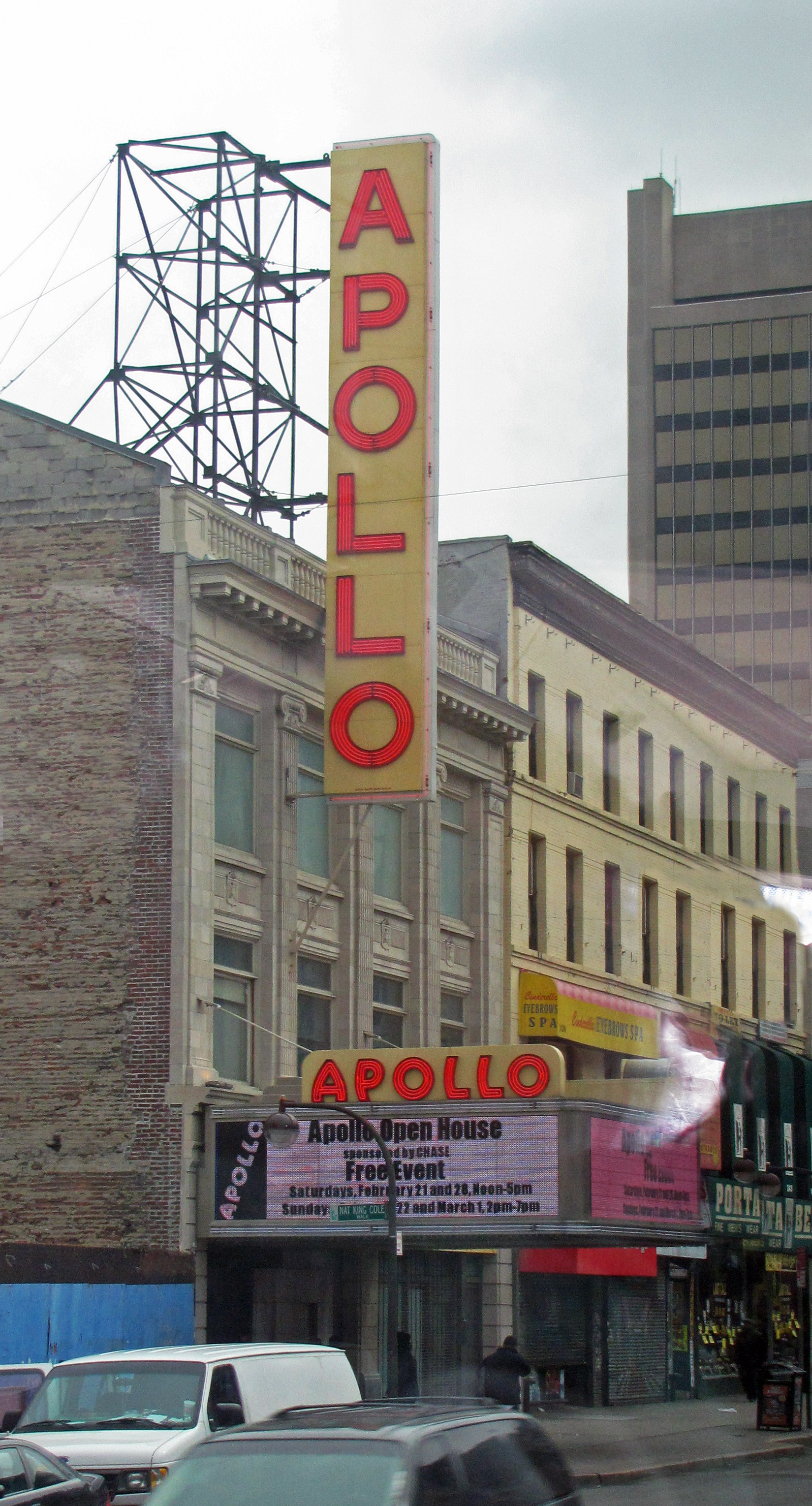
Apollo Theater (2009)

Apollo Theater – zabytkowy teatr muzyczny w Nowym Jorku, na Harlemie. W Apollo Theater swoje kariery zaczęli m.in. Ella Fitzgerald, Stevie Wonder, Michael Jackson, James Brown, Lauryn Hill, Aretha Franklin.

## Historia
Teatr został zbudowany w 1914 jako Hurtig & Seamon’s New Burlesque Theater w stylu neoklasycznym. Jest zlokalizowany na 125 Ulicy (253 West) na nowojorskim Harlemie, który jest częścią północnego Manhattanu. Sala koncertowa może zmieścić 1509 widzów. Nazwa Apollo funkcjonuje od 1934 kiedy po raz pierwszy zezwolono na wejście Afroamerykanów. Wcześniej obiekt był przeznaczony tylko dla białych. Zasada „Whites Only” była ściśle przestrzegana przez obsługę teatru.
W 1983 budynek został wpisany do rejestru zabytków Nowego Jorku i został dodany do amerykańskiej listy National Register of Historic Places.

## Amateur Night
Do legendy przeszły tzw. Amateur Night (Wieczory dla Amatorów), które wypromowały legendy muzyczne USA. Nieznani artyści amatorzy występują przed publicznością i to ona decyduje owacjami lub głośnymi krzykami, czy dany artysta jest akceptowany, czy schodzi ze sceny przegrany.
Wśród pierwszych artystów amatorów, którzy wystąpili na Ameteur Night była nieznana nikomu wokalistka Billie Holiday.
Wkrótce potem spektakle dla amatorów stały się legendą „Where Stars are Born and Legends are Made” i przyciągały tysiące nowych adeptów muzycznych.

## Atrakcja turystyczna
Appolo Theater jest jednym z najpopularniejszych celów dla turystów z całego świata odwiedzających Nowy Jork. Według szacunków corocznie Teatr Apollo jest odwiedzany przez 1,3 miliona turystów.